# KVV Edegem Sport
Maillots
Dernière mise à jour : 14 septembre 2011.
Le Koninklijke Voetbal Vereniging Edegem Sport est un ancien club de football belge, localisé dans la ville d'Edegem. Fondé et affilié à l'URBSFA en 1924, le club reçoit le matricule 377 deux ans plus tard. Le club joue 11 saisons dans les séries nationales entre 1938 et 1953, puis retourne définitivement dans les séries provinciales. Le 17 avril 1966, il fusionne avec son rival du KFC Belgica Edegem, porteur du matricule 375, pour former le KVV Belgica Edegem Sport. Son matricule est radié par la Fédération. Au moment de la fusion, les deux clubs évoluent en troisième provinciale de la province d'Anvers.

## Histoire
Le Voetbal Vereniging Edegem Sport est fondé en 1924, à quelques mois d'intervalle de l'autre club de la ville d'Edegem, le Belgica. Deux ans plus tard, la Fédération belge met en place le système des matricules, et le club reçoit le numéro 377. En 1938, le club accède pour la première fois aux séries nationales, et reste en Promotion jusqu'en 1946. Le club passe une saison en première provinciale, puis revient en Promotion. il y passe à nouveau cinq saisons, jusqu'en 1952, quand il est relégué en... Promotion, nouveau quatrième niveau national créé par l'Union Belge. Mais il ne s'agit que d'un sursis d'une saison pour le club, qui est à nouveau relégué en fin de saison vers les séries provinciales. le club chute jusqu'en troisième provinciale, et en 1966, il fusionne avec le Belgica pour former le KVV Belgica Edegem Sport. Le club fusionné conserve le matricule du Belgica, le 375, plus ancien de deux positions, et le matricule 377 du VV est radié par la Fédération.

## Résultats en séries nationales
Edegem Sport joue onze saisons en séries nationales, mais n'y décroche aucun titre.
Statistiques clôturées - Club disparu

### Bilan
| Niv | Divisions    | Jouées | Titres | TM Up | TM Down |
| --- | ------------ | ------ | ------ | ----- | ------- |
| I   | 1e nationale | 0      | 0      |       |         |
| II  | 2e nationale | 0      | 0      |       |         |
| III | 3e nationale | 10     | 0      |       |         |
| IV  | 4e nationale | 1      | 0      |       |         |
|     |              |        |        |       |         |
|     | TOTAUX       | 11     | 0      |       |         |

- TM Up= test-match pour départager des égalités, ou toutes formes de Barrages ou de Tour final pour une montée éventuelle.
- TM Down= test-match pour départager des égalités, ou toutes formes de Barrages ou de Tour final pour le maintien.

### Classements
| Ordre | Saison  | Nom du club               | Niveau                     | Classement final | Remarques                           |
| ----- | ------- | ------------------------- | -------------------------- | ---------------- | ----------------------------------- |
| 1     | 1938-39 | VV Edegem Sport           | Promotion (D3) série D     | 3e/14            |                                     |
|       | 1939-40 | Compétitions interrompues |                            |                  |                                     |
|       | 1940-41 | Compétitions régionales   |                            |                  |                                     |
| 2     | 1941-42 | VV Edegem Sport           | Promotion (D3) série B     | 10e/11           |                                     |
| 3     | 1942-43 | VV Edegem Sport           | Promotion (D3) série C     | 9e/15            |                                     |
| 4     | 1943-44 | VV Edegem Sport           | Promotion (D3) série B     | 16e/14           |                                     |
|       | 1944-45 | Compétitions interrompues |                            |                  |                                     |
| 5     | 1945-46 | VV Edegem Sport           | Promotion (D3) série B     | 17e/19           | Relégué !                           |
|       |         |                           |                            |                  | séries provinciales                 |
| 6     | 1947-48 | VV Edegem Sport           | Promotion (D3) série C     | 4e/16            |                                     |
| 7     | 1948-49 | VV Edegem Sport           | Promotion (D3) série D     | 7e/16            |                                     |
| 8     | 1949-50 | VV Edegem Sport           | Promotion (D3) série B     | 7e/16            |                                     |
| 9     | 1950-51 | VV Edegem Sport           | Promotion (D3) série B     | 11e/16           |                                     |
| 10    | 1951-52 | VV Edegem Sport           | Promotion (D3) série C     | 10e/16           | Relégué de Promotion en...Promotion |
| 11    | 1952-53 | VV Edegem Sport           | Promotion série D          | 15e/16           | Relégué !                           |
|       |         |                           |                            |                  | séries provinciales                 |
|       | 1966    | Fusion avec Belgica       | Le matricule 377 disparaît |                  |                                     |